# Pharaon (jeu)
Pour les articles homonymes, voir Pharaon (homonymie).

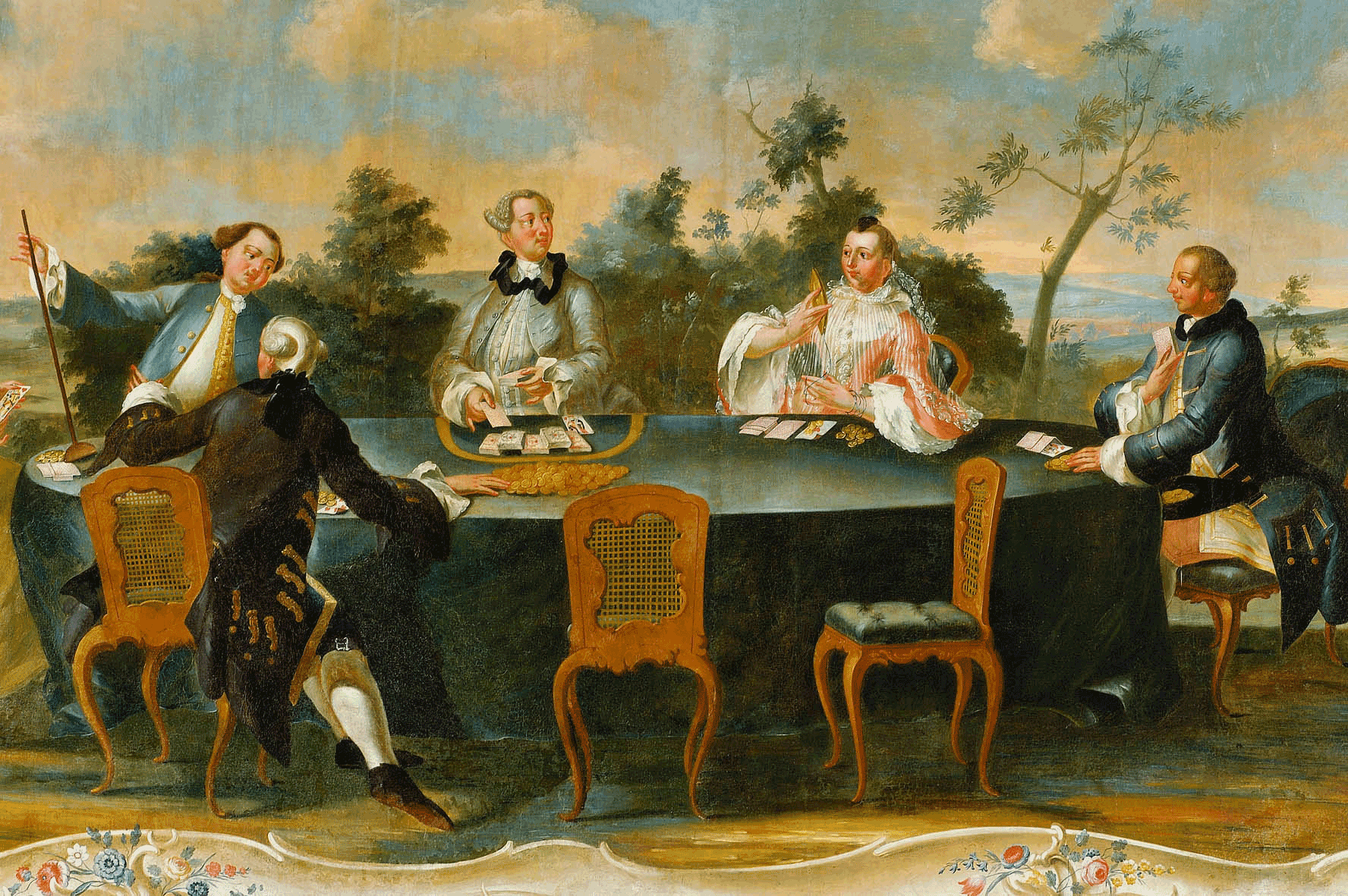
Une partie de pharaon dans le XVIIIe siècle, Johann Baptist Raunacher (1729-1771), château d'Eggenberg

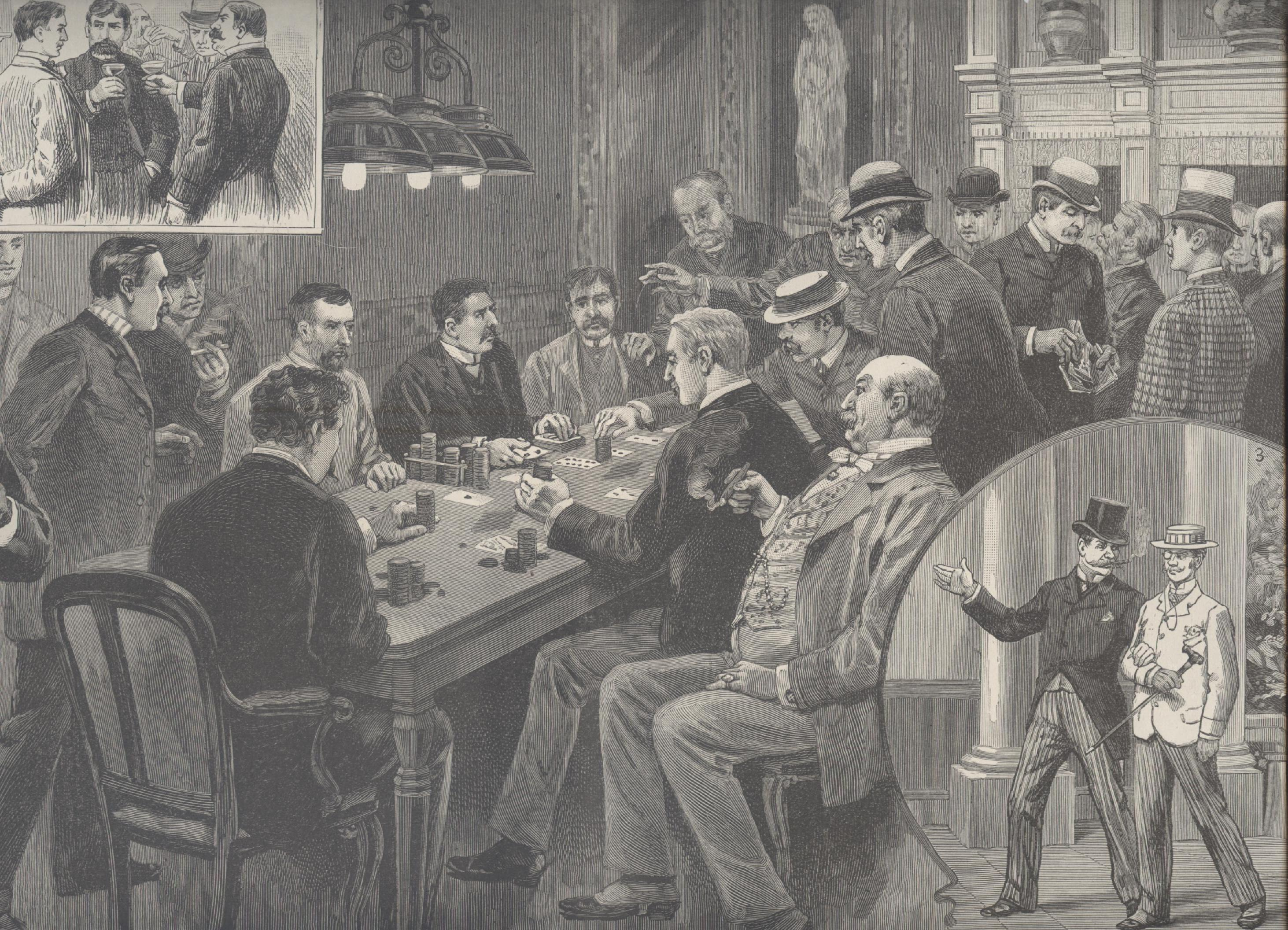
Partie de pharaon dans le New Jersey en 1889.

Le pharaon est un jeu de cartes français, particulièrement en vogue à Versailles à la cour de Louis XV et de Louis XVI. « En ce temps, les dames jouaient au pharaon. Un soir, à la cour, ma grand-mère, jouant contre le duc d’Orléans, perdit sur parole une somme considérable. »
Les règles de ce jeu étaient telles qu’elles avantageaient de beaucoup le banquier. Il était facile de tricher au pharaon à condition d’avoir du sang-froid. Casanova écrit dans son Histoire de ma vie qu’il ne faut jamais ponter au pharaon si on veut gagner et il rapporte comment il prit part à une opération de tricherie avec un « correcteur de fortune » milanais, comme on les appelait alors, du nom de Don Antonio Croce.

## Règles du jeu

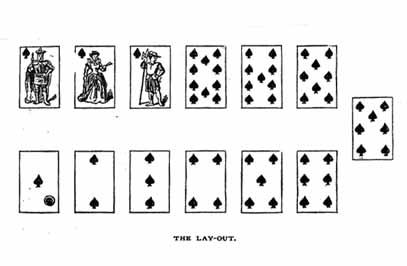
Ordonnancement du jeu de pharaon.

Le pharaon, ou Faro en anglais, est un jeu qui se déroule entre un banquier et un nombre illimité de joueurs appelés pontes, sur une table ovale recouverte de feutrine verte. Sur ce tapis est disposé en forme de U un exemplaire de chaque carte de l'As (qui compte comme le 1) au Roi.  
Le banquier joue avec un jeu entier composé de cinquante-deux cartes qu'il mélange. Il commence par brûler la première du paquet (ce qui signifie écarter cette carte, face visible, sans qu'elle ne soit prise en compte). Il désigne deux endroits (un à sa droite et un à sa gauche) qui correspondront aux emplacements "carte gagnante" et "carte perdante". Les pontes, à chaque tirage, peuvent miser sur un des dessins de cartes sur le tapis en disant s'ils pensent que la carte, quand elle sortira, sera une carte gagnante ou une carte perdante. Les joueurs peuvent retirer ou modifier leur mise à tout moment. Le banquier gagne la mise du ponte, lorsque la carte du ponte tombe dans l'emplacement carte perdante que le ponte avait misé sur une carte gagnante ou inversement. Le ponte gagne sa mise lorsque son pronostic était bon. 
« Le banquier prend la moitié de ce que le ponte a mis sur la carte, lorsque dans une même taille, la carte du ponte vient deux fois – ce qui fait une partie de l’avantage du banquier. La dernière carte qui devrait être pour le ponte, n’est ni pour lui, ni pour le banquier – ce qui est encore un avantage pour le banquier » (Rémond de Montmort p. 77)  
Le joueur peut miser sur plusieurs cartes différentes, y compris avec une même mise (comme à la Roulette, on peut effectuer un cheval ou un carré en misant à cheval sur plusieurs emplacements). Dans ce cas, dès qu'une des cartes misées sortira, le ponte gagnera ou perdra sa mise.

## Chances respectives
La carte du ponte n’étant plus qu’une fois dans le talon, la différence du sort du banquier et du ponte est fondée sur ce qu’entre tous les arrangements possibles des cartes du banquier, il y en a un plus grand nombre qui le font gagner, qu’il n’y en a qui le font perdre, la dernière carte étant considérée comme nulle. L’avantage du banquier augmente à mesure que le nombre des cartes du banquier diminue. La carte du ponte étant deux fois dans le talon, l’avantage du banquier se tire de la probabilité qu’il y a que la carte du ponte viendra deux fois dans une même taille ; car alors le banquier gagne la moitié de la mise du ponte, excepté le seul cas où la carte du ponte viendrait en doublet dans la dernière taille, ce qui donnerait au banquier la mise entière du ponte. La carte du ponte étant trois ou quatre fois dans la main du banquier, l’avantage du banquier est fondé sur la possibilité qu’il y a que la carte du ponte se trouve deux fois dans une même taille, avant qu’elle soit venue en pur gain ou en pure perte pour le banquier. Or cette possibilité augmente ou diminue, selon qu’il y a plus ou moins de cartes dans la main du banquier, et selon que la carte du ponte s’y trouve plus ou moins de fois.

## Probabilités
L'analyse suivante est tirée de l'Encyclopédie (article anonyme) :
Pour connaître l’avantage du banquier, par rapport aux pontes, dans toutes les différentes circonstances du jeu, il faut découvrir dans tous les différents arrangements possibles des cartes que tient le banquier, et dans la supposition que la carte s’y trouve ou une, ou deux, ou trois, ou quatre fois, quels sont ceux qui le font gagner, quels sont ceux qui lui donnent la moitié de la mise du ponte, quels sont ceux qui le font perdre, et quels sont ceux enfin qui ne le font ni perdre ni gagner.
On peut former deux tables de tous ces différents hasards. Pour en connaître l’usage, dans la première, le chiffre renfermé dans la cellule exprimerait le nombre de cartes que tient le banquier, et le nombre qui suit, ou la cellule dans la première colonne, ou deux points dans les autres colonnes, exprimeraient le nombre de fois que la carte du ponte est supposée se trouver dans la main du banquier.
L’usage de la seconde table serait de donner des expressions, à la vérité moins exactes, mais plus simples et plus intelligibles aux joueurs : pour entendre cette table, il faut savoir que ce signe > marque excès, et que celui-ci < marque défaut ; en sorte que > 1/4 < 1/3 signifie plus grand que 1/4, et plus petits que 1/3.
En examinant ces tables, on verrait dans la première colonne que l’avantage du banquier est exprimé dans la première colonne par une fraction dont le numérateur étant toujours l’unité, le dénominateur est le nombre des cartes que tient le banquier.
Dans la seconde colonne, que cet avantage est exprimé par une fraction dont le numérateur étant selon la suite des nombres naturels, 1, 2, 3, 4, etc. le dénominateur a pour différence entre ces termes, les nombres 8, 26, 34, 42, 50, 58, dont la différence est 8.
Que dans la troisième colonne le numérateur étant toujours 3, la différence qui règne dans le dénominateur est 8.
Que dans la quatrième colonne la différence étant toujours 4 dans le numérateur, le dénominateur a pour différence entre ses termes les nombres 24, 40, 56, 72, 88, et dont la différence est 16.
Qu’une autre uniformité assez singulière entre les derniers chiffres du dénominateur de chaque terme d’une colonne, c’est que dans la première les derniers chiffres du dénominateur sont selon cet ordre : 4, 6, 8, 0, 2, | 4, 6, 8, 0, 2; et dans la seconde selon cet ordre, 2, 0, 6, 0, 2, | 2, 0, 6, 0, 2, | 2, 0, 6, 0, 2; et dans la troisième selon cet ordre, 2, 0, 8, 6, 4, | 2, 0, 8, 6, 4 : et dans le quatrième selon cet ordre, 6, 0, 0, 6, 8, | 6, 0, 0, 6, 8, etc.
Ces tables permettent de découvrir immédiatement combien un banquier a d’avantage sur chaque carte, combien chaque taille complète aura dû, à fortune égale, apporter de profit au banquier, si l’on se souvient du nombre de cartes prises par les pontes, des diverses circonstances dans lesquelles on les a mises au jeu, et enfin de la quantité d’argent hasardé sur ces cartes.
On donnerait de justes limites à cet avantage, en établissant que les doublets fussent indifférents pour le banquier et pour le ponte, ou du moins qu’ils valussent seulement au banquier le tiers ou le quart de la mise du ponte.
Afin que le ponte prenant une carte ait le moins de désavantage possible, il faut qu’il en choisisse une qui ait passé deux fois ; il y aurait plus de désavantage pour lui, s’il prenait une carte ayant passé une fois ; plus encore sur une carte qui aurait passé trois fois, et le plus mauvais choix serait d’une carte qui n’aurait pas encore passé.
Ainsi, en supposant A=une pistole, l’avantage du banquier qui serait 19 sols 2 deniers, dans la supposition que la carte du ponte fût quatre fois dans douze cartes, deviendra 16 sols 8 deniers si elle n’y est qu’une fois ; 13 sols 7 deniers si elle y est trois fois ; et 10 sols 7 deniers si elle n’y est que deux fois.
Les personnes qui n’ont pas examiné le fond du jeu demanderont pourquoi on n’a rien dit des masses, des paroles, de la paix, et des sept et le va, c’est que tout cela ne signifie rien, qu’on risque plus ou moins, et puis c’est tout ; les chances ne changent pas.
L’avantage du banquier augmente à proportion que le nombre de ses cartes diminue.
L’avantage du banquier sur une carte qui n’a pas passé, est presque double de celui qu’il a sur une carte qui a passé deux fois ; son avantage sur une carte qui a passé trois fois est à son avantage sur une carte qui a passé deux fois dans un plus grand rapport que de trois à deux.
L’avantage du banquier qui ne serait qu’environ 24 sols si le ponte mettait six pistoles ou à la première taille du jeu, ou sur une carte qui aurait passé deux fois, lorsqu’il n’en resterait plus que vingt-huit dans la main du banquier (car ces deux cas reviennent à peu près à la même chose) sera 7 livres 2 sols si le ponte met six pistoles sur une carte qui n’ait pas encore passé, le talon n’étant composé que de dix cartes.
L’avantage du banquier serait précisément de six livres, si la carte du ponte, dans ce dernier cas, passe trois fois.

## Conclusion
Toute l’habileté du pharaon se réduit, pour les pontes, à observer ces deux règles de façon à diminuer le plus possible son désavantage :
1. Ne prendre des cartes que dans les premières tailles et miser d’autant moins sur le jeu qu’il y a un plus grand nombre de tailles passées.
2. Considérer comme les plus mauvaises cartes celles qui n’ont pas encore passé ou celles qui ont passé trois fois, et préférer à toutes celles qui ont passé deux fois.

## Littérature
Outre l’Histoire de ma vie de Casanova, le pharaon apparait dans diverses œuvres littéraires : Hoffmann en fait le sujet de son conte Bonheur au jeu (1820) et, dans La Dame de pique d’Alexandre Pouchkine (1834), la vieille comtesse Anna Fédotovna possèderait une stratégie gagnante au jeu de pharaon. C’est à la recherche du secret de cette stratégie que se jette résolument le jeune Hermann. La même année, Stendhal écrit Lucien Leuwen, roman inachevé dans lequel le jeune héros passe une bonne partie de la nuit à jouer (chapitre 29). 
Il apparaît également dans Candide, de Voltaire, lorsque les personnages sont de passage à Paris (chapitre 22). On peut également noter la présence de ce jeu dans Manon Lescaut, de l'Abbé Prévost (dans la première partie, lorsque des Grieux va jouer avec M. Lescaut et ses acolytes) et dans les Mémoires de Barry Lyndon de William Makepeace Thackeray (1844).

## Télévision
Plus récemment, en 2012, il apparait au début de l'épisode de la série Les Enquêtes de Murdoch (Murdoch Mysteries), saison 5, épisode 10 (Voyage dans l'au-delà), qui se déroule à la fin du 19ème siècle, au Canada.